# Bien immatériel
Ne doit pas être confondu avec art numérique.

Relation plusieurs-plusieurs caractéristique d'un bien immatériel marchand. Le média d'échange est principalement l'Internet, accessible depuis tout appareil dont le plus populaire est le smartphone. Les biens immatériels non marchands ; (bien public) ont un prix nul et n'ont pas obligation de conserver cette relation. Les vendeurs sont les créateurs du bien car la revente n'est pas possible. Un bien immatériel créé à une date est ensuite éternel.

Un bien immatériel est un bien qui n'est pas tangible, c'est-à-dire qui ne peut être touché, contrairement à un bien physique, un objet. Les données informatiques (fichiers, enregistrements de base de données, mémoire électronique) comme un morceau de musique, une photo ou un article vu sur écran sont des exemples de biens immatériels. Dans notre monde fortement numérique, les biens immatériels jouent un rôle de plus en plus important dans l'économie. Tout contenu qui peut être enregistré sur Internet peut être considéré comme un bien immatériel. Dans le sens commun, un bien immatériel ne doit pas être confondu avec un service, car un bien reste un objet qui est créé, stocké, existe ensuite sans nécessiter d'effort externe et subit éventuellement une destruction tandis qu'un service est un travail, borné dans le temps. Ainsi, une coupe de cheveux chez le coiffeur est un service et non un bien.

## Variation de la définition
Avant l'arrivée d'Internet, la doctrine économique considère que toute chose qui augmente l'utilité, directement ou indirectement d'un agent est un bien et donc selon cette définition un service est un bien, plus encore immatériel.
En macroéconomie et en comptabilité, on distingue un bien d'un service.
Si l'on considère néanmoins qu'un bien est exclusivement un objet physique, alors le concept de bien immatériel perd son sens au profit du seul concept de service.
Donc la définition la plus admise pour un bien immatériel est la capacité à être enregistré sur Internet sans perdre de sa valeur ou un de ses composants. Ainsi, selon cette définition, un livre papier est un bien matériel, un morceau de musique est un bien immatériel et une coupe de cheveux est un service.
Une distinction entre bien et service passe aussi par la notion de propriété, qui n’adhère qu'aux biens et non aux services.
Petit à petit, la notion de bien immatériel devient de plus en plus dépendante de l’existence du monde numérique qui nous entoure.
Bien qu'immatériels, les logiciels, dont les jeux vidéo sont constitués d'une partie dynamique; le programme et d'une partie plus statique; les données. Un logiciel interagit avec des utilisateurs ou d'autres programmes pour rendre un service. La notion d’exécution d'un programme rend le logiciel impropre à la qualification de bien immatériel.
Selon Paul Samuelson, un bien immatériel peut être un bien public s'il ne fait pas l'objet d’exclusion d'accès ou un bien de club dans le cas contraire.

## Caractéristique principale

Un échange d'un bien matériel est toujours une double transaction; le bien contre une somme d'argent avec le risque qu'une transaction soit faussée (on paye une marchandise non reçue ou on reçoit une marchandise non payée), tandis que pour un bien immatériel, la transaction bidirectionnelle, insécable utilise le même support; l'Internet.

Un bien immatériel dès qu'il est créé, peut être disponible à tout moment sur Internet pour autant de consommateurs finaux que nécessaire, sans requérir de quelconques frais de transport. Son coût marginal est nul car il est possible de répliquer l'original en plusieurs exemplaires pour un coût mémoire négligeable par rapport à la valeur du bien (un roman de 500 pages ne coûte en support électronique que quelques centimes d'euro).
En conséquence, les caractéristiques des biens immatériels comparées à celles des biens matériels sont résumées par le tableau :
| Attribut                | Bien matériel            | Bien immatériel                   |
| ----------------------- | ------------------------ | --------------------------------- |
| coût marginal           | non nul                  | nul ou négligeable                |
| rivalité                | rival                    | non rival                         |
| identité                | physique                 | numérique                         |
| propriété               | dépossession             | partage                           |
| nombre de propriétaires | un seul                  | plusieurs, dont le créateur       |
| transfert               | échange                  | partage                           |
| intermédiation          | fréquente                | évitable                          |
| unité de monnaie        | scalaire                 | fonction                          |
| spéculation             | possible                 | impossible                        |
| type de marché          | revente                  | vente directe par le créateur     |
| durée de transaction    | instantanée              | éternelle                         |
| type de relation        | un-un                    | plusieurs-plusieurs               |
| notion d'occasion       | possible                 | pas de sens                       |
| prêt ou location        | possible                 | impose un DRM                     |
| durée de vie            | limitée, dégradation     | illimitée, conservation de l'état |
| lieu d'échange          | magasins, correspondance | Internet                          |
| bien marchand           | bien privé               | bien de club                      |
| bien non marchand       | bien commun              | bien public                       |

Le terme bien commun est quelquefois utilisé pour qualifier des biens immatériels alors qu'il faudrait parler de biens publics car ces biens sont non rivaux.

## Commerce des biens immatériels
Une transaction commerciale d'un bien matériel s'effectue entre un seul agent, personne physique ou morale (le vendeur) et un seul autre agent (l'acheteur) selon un prix convenu entre les deux parties. Le vendeur est dépossédé du bien et l'acheteur en est l'unique propriétaire. La transaction est instantanée de telle façon que le bien n'a, à tout moment, qu'un seul propriétaire. Enfin des contraintes imposent des déplacements physique soit des agents, soit du bien considéré et favorise la création d'agents intermédiaires.
La revente du bien est possible, alimentant une possible spéculation.
Une transaction commerciale d'un bien immatériel obéit à d'autres lois. Premièrement le vendeur n'est pas dépossédé de son bien lors de la vente et il traite non pas avec un seul mais avec plusieurs acheteurs, qui ne se présentent pas forcément au même moment. La transaction n'est plus instantanée, mais peut être infinie dans le temps.
La notion de bien matériel induit une relation de type un-un tandis qu'un bien immatériel induit une relation de type plusieurs-plusieurs. Ce bien est dit non rival car la possession par un acheteur ne contraint pas la possession éventuelle d'un autre acheteur.
La répartition des revenus entre coauteurs n'est pas obligatoirement équitable mais respecte une pondération fixée à la mise en vente du bien (Par exemple, un écrivain peut définir comme coauteur à 5 % par exemple le concepteur de la page de garde de son œuvre).
Aucun déplacement physique des agents ou du bien n'est requis lors d'une transaction de bien immatériel.
Le fait de savoir s'il y a copie, manuelle ou automatique du bien pour sa consommation est une caractéristique des réseaux numériques support (architecture pair à pair, serveur centralisé ou sur le nuage, cache, téléchargement par l'utilisateur) mais non une exigence commerciale liée à la nature immatérielle du bien.
De par la durée possiblement longue de la transaction (on parle de lien) de type plusieurs-plusieurs par des moyens numériques, il est possible pour un bien immatériel de proposer non plus une valeur scalaire de prix, mais une fonction de prix dépendant du nombre et/ou des temps d'arrivée des acheteurs dans la même relation.
Certaines propositions de modèle économique pour les biens immatériels suggèrent que pour satisfaire des exigences de justice et optimiser l'utilité du bien, il est requis que la fonction de prix procède au remboursement partiel des premiers acheteurs au fur et à mesure que de nouveaux acheteurs arrivent et que dans un même temps le revenu cumulé tiré de la vente soit toujours une fonction croissante dans le temps. L'application d'un principe d'équité aux biens immatériels multiplie le nombre de calculs des transactions commerciales (voir figure) et pousse à utiliser une monnaie internationale dédiée aux biens immatériels afin de fournir une recette fiscale sans subir une prise de commission par le système bancaire privé. Ce système économique est fondé sur le partage marchand.
La revente, l'occasion et le prêt n'ont plus de sens pour un bien immatériel dès lors que le lien entre le créateur et les acheteurs est maintenu dans le temps. On assiste aussi à un processus de désintermédiation car techniquement, coauteurs et consommateurs peuvent dialoguer et commercer directement sans intermédiaire. Cependant, les fournisseurs de contenu (Apple, Google, Amazon…) font valoir une fourniture d'un service pour justifier leur commission et résistent à laisser se développer la désintermédiation au profit du développement d'un marché biface.
En fin de compte, les biens immatériels donnent la possibilité de définir une économie insensible à la spéculation pour ce type de biens. La décision éventuelle de couper ces liens afin d'autoriser la spéculation, l'intermédiation et justifier une politique de protection des droits d'auteur est une décision politique.

## Valeur marchande
Un bien immatériel peut être issu de l'Économie du savoir et donc candidat à être un bien commun ou un bien public. Les chercheurs en sciences sont par exemple rémunérés par des organismes publics ou privés pour écrire des articles qui participent à la construction d'une bibliothèque de connaissance commune, à l'image de Wikipédia. De tels biens immatériels n'ont en principe pas vocation à être payés par le lecteur.
D'autres biens immatériels, comme les contenus de réseaux sociaux, pages personnelles, courriers électroniques n'ont de valeur que pour un cercle restreint d'individus et donc sont peu marchandables, bien que ces données intéressent les publicitaires.
Les biens immatériels ayant la plus grande valeur marchande sont donc des œuvres de l'esprit, il s'agit d'un sous-ensemble des biens culturels. On pensera principalement aux livres électroniques, aux morceaux de musique, aux photos numérisées, aux films et aux plans 3D pour imprimantes.
Les Actifs immatériels peuvent tomber dans le champ des biens immatériels, mais sont plutôt utilisés pour évaluer la richesse d'une entreprise, donc prise en compte lors d'une vente ou d'un cotation en Bourse.

## Droit d’ubiquité
La notion de propriété d'un bien immatériel n'est pleinement recevable que si le consommateur peut disposer du bien pour lui-même, en tous lieux, indéfiniment après son achat et sur tout appareil de lecture mis à sa disposition (ordinateur, tablette tactile, liseuse, smartphone, téléviseur…) soit par la copie manuelle légale (Licence globale), soit par un mécanisme automatique (informatique dans les nuages plus ou moins centralisé). Cette exigence s'avère incompatible avec tout mécanisme de type DRM ni de type location, impliquant une détection de l'expiration d'un droit d'utilisation.
Ce droit d'ubiquité est considéré comme une condition nécessaire à la fin du piratage. On parle aussi de mobiquité.
Pour un bien immatériel, le droit d'ubiquité se substitue au classique droit de propriété (usus, fructus, abusus) qui exige une matérialité.
En revanche, on ne peut pas reconnaître un droit de copie et de partage gratuit et libre sur Internet entre personnes distinctes dans la mesure où les coauteurs désirent diffuser leur œuvre contre rémunération.
Enfin un mécanisme de transfert de propriété d'un bien immatériel peut être envisagé au décès d'un propriétaire, dans le respect de l'unicité (deux enfants ne peuvent hériter du même bien immatériel acquis en un seul exemplaire).

## Échantillonnage
Contrairement aux biens matériels qui peuvent être prêtés ou vus pendant une courte période avant la vente afin d'informer et de séduire le plus possible l'acheteur potentiel, les biens immatériels ne peuvent être dévoilés complètement avant leur vente et donc un mécanisme d’échantillonnage est joint au bien sous la forme d'un résumé, une critique, un extrait, une version dégradée, une bande annonce, des commentaires, un reportage… L'avis d'autres consommateurs du même bien immatériel est prépondérant pour la décision d'achat et tout avis se diffuse très rapidement sur l'Internet.

## Location et bien d'expérience
Une approche tendrait à considérer que l'immatérialité des biens principalement culturels substituerait la location à la vente, l'usage à la possession. Or Internet laisse bien le choix pour tout bien immatériel:
- la location doit offrir l'accès au bien pour un prix nul ou très inférieur à celui de l’achat pour être attractive. La période de location est une expérience (une forme d’échantillonnage dans le temps) en présence de l’œuvre immatérielle. Historiquement, la location est une solution à la rivalité des biens matériels très coûteux mais pour un bien immatériel, non rival et à coût marginal nul, seul l'argument du prix est tenable. De plus, une première expérience ou une seconde expérience du même bien immatériel pour un même individu n'ont pas la même valeur donc ne devraient pas avoir le même prix. Dans ce cas, la seule forme stable de location d'un bien immatériel est le prêt, accessible par une cotisation ou un abonnement sachant que la limitation d'accès dans le temps ne peut être techniquement réalisée que par l'ajout d'un DRM. À l'inverse, un prêt/location sans DRM associé n'est pas distinguable d'une vente et donc doit respecter les prix initiaux des auteurs-vendeurs.

- l'achat véritable et respectueux du droit d'ubiquité du consommateur exclut obligatoirement tout DRM (des distributeurs ont essayé et essaient toujours de déguiser en vente un contrat de location longue durée avec DRM, mais le consommateur n'y a recours seulement si aucune offre de vente n'est disponible). Comme la dépossession n'est pas applicable aux biens immatériels, on ne peut économiquement et légalement transférer un achat à une autre personne. Cependant, dans un modèle économique équitable, le prix/revenu tiré d'un bien immatériel est largement partagé par les acheteurs, jusqu'à devenir nul si le bien devient très populaire, enlevant encore un intérêt à la location.

L'absence d'offre de vente de bien immatériel ou bien des prix de location trop élevés favorisent le téléchargement illégal et une offre raisonnable de biens immatériels à la vente a tendance à faire disparaître la location.

## Matérialisation etdématérialisation
Un double processus affecte les biens immatériels. D'un côté, les bibliothèques et des acteurs d'Internet dématérialisent des œuvres multimédia anciennes afin de les rendre visibles du plus grand nombre, sans supporter la contrainte inhérente aux prêts des biens culturels matériels. De l'autre, il y a matérialisation d'un certain nombre d'œuvres, parfois de façon très sélective comme l'impression à la demande, afin d'alimenter et pérenniser des marchés plus conventionnels (livre, CD, DVD). Le surcoût imposé par la matérialisation ainsi que par le recours à des intermédiaires tente à faire doucement glisser ces marchés de biens matérialisés vers un marché de type luxe qui soigne le contenant (coffret collector, livre broché). Le monde de l'édition essaie de retarder cet inexorable glissement, tandis que les majors usent de montages législatifs complexes pour justifier leur intermédiation entre les coauteurs et les consommateurs. Lorsque la contribution créative d'un ancien intermédiaire est justifiée, il devient coauteur du bien immatériel.

## Artisanat numérique
Le coût marginal nul des biens immatériels dispense les créateurs de fusionner des moyens de production importants pour tirer bénéfice d'économies d'échelle, comme pendant l'ère industrielle du XXe siècle. Internet favorise donc une nouvelle forme d'artisanat, mettant en relation directe les créateurs et les acheteurs, sans recourir à une personne morale, et avec la différence que ce marché est globalement mondialisé. Les échanges sont de type pair à pair, plutôt que hiérarchisés sous prédominance d'entreprises internationales. Cette nouvelle relation humain-humain est aussi protectrice des excès du capitalisme financier. Enfin, comme l'acte même d'achat est un contrat temporel, il est possible de participer au financement d'un projet depuis sa naissance, une simple idée, jusqu'à sa publication finale, rendant le recours aux banques et investisseurs traditionnels encore moins incontournable.

## Marchés et concurrence
Contrairement à l'économie des biens matériels et des services, l'économie numérique responsable des biens immatériels n'a pas besoin de la notion de marchés car le créateur d'un bien est l'unique producteur par la diffusion sur Internet. L'auteur garde toujours un monopole sur ses œuvres. Il n'existe pas non plus de concurrences entre producteurs dans la mesure où un bien est acquis comme prototype irremplaçable. Un prix de vente trop élevé peut annuler l'intention d'achat, mais l'abandon se fait très rarement au profit d'un autre bien immatériel moins cher. Dans un système à prix de vente décroissant, l'arbitrage de l'acheteur sur le prix consiste à différer son achat, pour attendre que le bien désiré soit à un prix qu'il juge acceptable, prix pouvant aller vers la gratuité quand le bien passe dans le domaine public.
Si effectivement le prix d'un bien immatériel tend vers zéro dans le temps, ce n'est pas par observation des effets d'une libre concurrence qui imposerait une vente au coût marginal (comme dans l'économie classique), donc nul ici, mais par un choix de modèle d'échange/partage qui soit le plus démocratique possible.